# Gō Ōiwa
Gō Ōiwa (jap. 大岩 剛, Ōiwa Gō; * 23. Juni 1972 in Shizuoka, Präfektur Shizuoka)  ist ein japanischer Fußballtrainer und ehemaliger Fußballspieler.

## Karriere

### Spieler

#### Verein
Gō Ōiwa erlernte das Fußballspielen in der Universitätsmannschaft der Universität Tsukuba. Seinen ersten Vertrag unterschrieb eram 1. Januar 1995 bei Nagoya Grampus Eight. Der Verein aus Nagoya spielte in der ersten japanischen Liga. 1995 und 1999 gewann er mit dem Verein den Kaiserpokal. 1996 feierte er mit Nagoya die japanische Vizemeisterschaft. Nach 172 Ligaspielen wechselte er am 1. Juli 2000 zum Ligakonkurrenten Júbilo Iwata nach Iwata. 2002 wurde er mit Júbilo Iwata japanischer Meister. Nach der Meisterschaft verließ er den Verein und schloss sich dem ebenfalls in der ersten Liga spielenden Kashima Antlers an. Mit dem Klub aus Kashima wurde er 2007. 2008 und 2009 japanischer Meister. Den Kaiserpokal gewann er mit den Antlers 2007 und 2010. Beim Supercup ging er 2009 und 2010 als Sieger vom Platz.
Am 1. Januar 2011 beendete Gō Ōiwa seine Karriere als Fußballspieler.

#### Nationalmannschaft
2000 debütierte Ōiwa für die japanische Fußballnationalmannschaft. Ōiwa bestritt drei Länderspiele.

### Trainer
Vom 1. Februar 2011 bis 31. Mai 2017 war Gō Ōiwa Co-Trainer bei seinem ehemaligen Verein Kashima Antlers. Direkt im Anschluss übernahm er am 1. Juni 2017 den Posten des Chef-Trainers bei den Antlers. Hier stand er bis Saisonende 2019 unter Vertrag. Von Ende April 2021 bis Ende Dezember 2021 trainierte er die japanische U18-Nationalmannschaft.

## Erfolge

### Spieler
Nagoya Grampus
- Kaiserpokal: 1995, 1999

Júbilo Iwata
- J. League Division 1: 2002

Kashima Antlers
- J. League Division 1: 2007, 2008, 2009
- Kaiserpokal:  2007, 2010
- Japanischer Supercup: 2009

## Auszeichnungen

### Spieler
- J. League Best Eleven: 2001